# Dolmen von Verdier

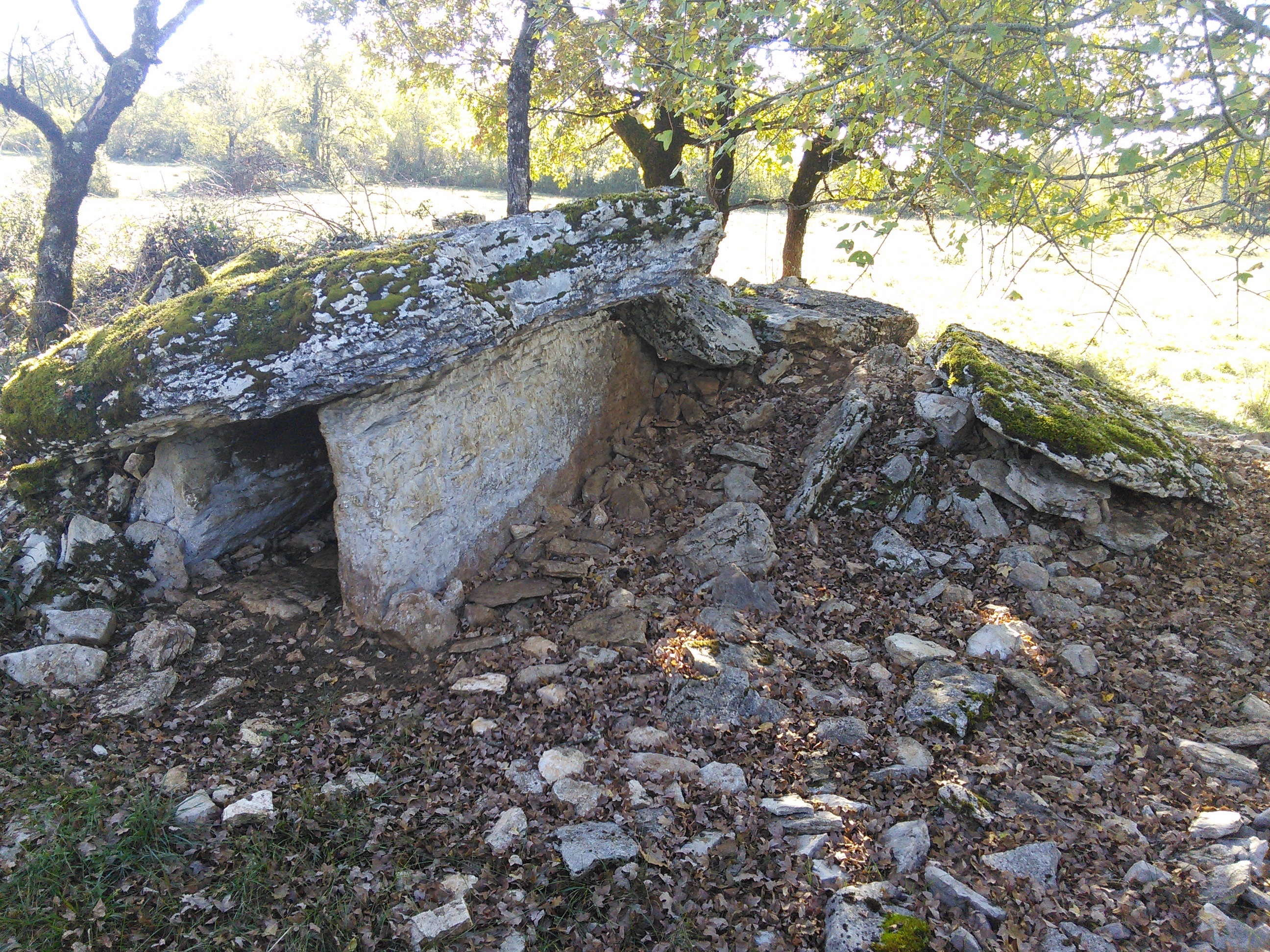
Dolmen 1 von Verdier

Die Dolmen von Verdier sind drei Dolmen simple in Cajarc an der Causse Saint-Chels im Département Lot in Frankreich. Dolmen ist in Frankreich der Oberbegriff für neolithische Megalithanlagen aller Art (siehe: Französische Nomenklatur). Die Dolmen liegen weit voneinander entfernt in den Weilern Le Verdier Bas (Dolmen 1 oder A), La Rive (Dolmen 2 oder B) und Cajarc (Dolmen 3 oder C). 

## Dolmen 1
Dolmen 1 ist ein Doppeldolmen, bestehend aus einem großen Dolmen im Nordosten und einem kleineren im Südwesten (Lage). Sie liegen in einem Rundhügel von etwa 14,0 m Durchmesser. Der größere der beiden wurde wahrscheinlich zuerst gebaut. Es hat einen in mehrere Teile zerbrochenen Deckstein, der aufgrund des nach links abfallenden Seitentragsteins geneigt ist. 
Großer Dolmen (Maße) 
- Deckstein 3,6 × 0,4 × 2,5 m
- Tragstein rechts 2,1 × 0,25 × 0,7 m
- Tragstein links 2,65 × 0,25 × 1,0 m

Kleiner Dolmen (Maße) 
- Deckstein 1,7 × 0,25 × 1,5 m
- Tragstein rechts 1,7 × 0,15 × 0,7 m
- Tragstein links 1,7 × 0,15 × 0,6 m
- Endstein 0,7 × 0,1 × 0,6 m

## Dolmen 2
Der Dolmen 2 wurde 1967 von Jean Clottes und Michel Lorblanchet ausgegraben (Lage). Der Tumulus mit einem Durchmesser von etwa 15,0 Metern ist bis zu einer Höhe von 1,5 bis 2,0 Metern erhalten. Der Hügel war ursprünglich ein Cairn. Eine Steinschicht von 0,20 bis 0,25 Meter Dicke bedeckte flach verlegte Platten. Im Laufe der Zeit haben sich Ablagerungen angesammelt, die heute den Tumulus bilden. Leicht außermittig nach Norden versetzt liegt der Dolmen. Ausgrabungen haben ergeben, dass die Form des Hügels, zunächst kreisförmig, durch den Bau und Schürfungen betroffen war.
Dolmen 2 (Maße) 
- Deckstein 6,0 × 0,5 × 3,5 m
- Tragstein rechts 4,4 × 0,3 × 1,75 m
- Tragstein links 3,3 × 0,3 × 1,7 m

Der Deckstein ist in sechs Teile zerbrochen. Seine Entfernung erlaubte es, die innere Architektur des Dolmens zu studieren. Der Dolmen wurde unter Verwendung natürlicher Klüfte (Diaklase) auf dem Felsuntergrund errichtet. Die Form des Gesteins lieferte die Kerben zum Einbauen der Basis der Tragsteine. Die Zwischenräume waren mit rotem Ton und steinernen Keilen ausgefüllt. Die rechteckige Kammer (4,0 m lang, 1,5 m breit und 1,5 m hoch) wurde etwa 30 cm eingetieft.
Parallel zu den seitlichen Tragsteinen wurden Mauern mit einem Abstand von etwa zwei Metern und Höhen von 1,15 und 1,2 Metern errichtet. Ihre Konstruktion sollte wahrscheinlich den Cairn festigen, während der etwa 20 Tonnen wiegende Deckstein auf den Hügel gehoben wurde.

### Funde
Die Funde wurden in kleinen Gruppen in der Nähe des westlichen Tragsteins gefunden. Sie bestanden aus 28 Perlen (20 aus Kalkstein; acht aus Gagat). Die menschlichen Knochenreste bestanden aus 136 Zähnen und einigen Knochenfragmenten. Die gefundenen Töpferwaren waren zu fragmentiert, um Informationen zu liefern.

## Dolmen 3
Dolmen 3 wurde teilrestauriert. Der rechte Tragstein und die Endplatte wurden durch Trockenmauerwerk ersetzt, um den Deckstein zu stützen (Lage).
Dolmen 3 (Maße) 
- Deckstein 2,0 × 0,4 × 2,0 m
- Tragstein links 1,4 × 0,18 × 1,3 m